# Kladderadatsch

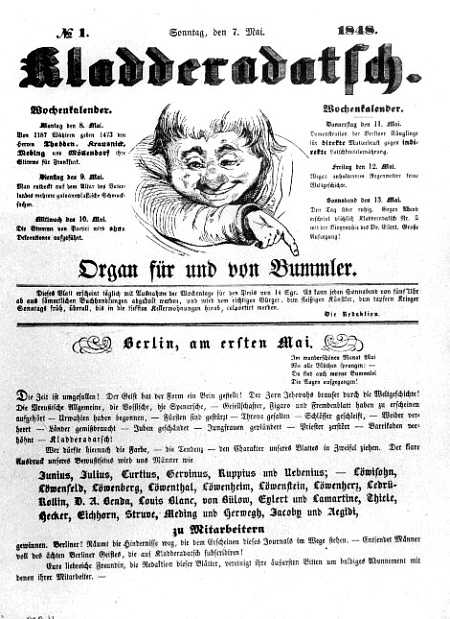
Voorpagina van het eerste nummer van mei 1848

Kladderadatsch was een Duits politiek-satirisch en humoristisch weekblad. Het werd in 1848 gesticht door boekhandelaar/uitgever Albert Hofmann en David Kalisch, een schrijver van lichte komische werken.
Het weekblad verscheen in Berlijn. De eerste uitgave vond plaats op 7 mei 1848 in een oplage van 4000 exemplaren, die binnen een dag waren uitverkocht. De titel verwijst naar het geluid van een vallend en in stukken brekend voorwerp.
Het blad verwierf in korte tijd een grote populariteit en wist zich, mogelijk mede hierdoor, te onttrekken aan de censuur. Het blad leverde satirisch commentaar op actuele politieke gebeurtenissen, waarbij ook cartoons een belangrijke rol speelden. Sinds 1864 steunde het blad de politiek van Bismarck. Na de machtsovername door de nationaalsocialisten in 1933 verloor het zijn politieke betekenis. In 1944 werd het tijdschrift opgeheven.

## Informeel gebruik
De term Kladderadatsch wordt, vooral in socialistische kring, ook enigszins ironisch gebruikt voor de aankomende ineenstorting van de kapitalistische maatschappij.